# Evergestis holophaealis
Evergestis holophaealis là một loài bướm đêm trong họ Crambidae.